# Division 1 1952-1953
La Division 1 1952-1953 è stata la 15ª edizione della massima serie del campionato francese di calcio, disputata tra il 26 agosto 1951 e il 25 maggio 1952 e concluso con la vittoria del Stade Reims, al suo secondo titolo.
Capocannoniere del torneo è stato Gunnar Andersson (Olympique Marsiglia) con 38 reti.

## Stagione

### Avvenimenti
Il torneo si aprì con una serie di cinque vittorie consecutive da parte dello Stade Reims, dell'interruzione della serie ne approfittò il Lilla, che successivamente condivise il comando della classifica con i rivali, gareggiando per il primato fino al giro di boa, in cui lo Stade Reims prese definitivamente il sopravvento. Durante il girone di ritorno la capolista prese il largo ottenendo, nel giro di sei giornate, un vantaggio di otto punti su un gruppo che includeva Lilla, Nîmes e Bordeaux: i girondini tentarono un avvicinamento, arrivando a ridurre il distacco sulla capolista di cinque punti, ma in seguito a un calo cedette il secondo posto al Sochaux lasciando il via libera allo Stade Reims, incoronato campione di Francia con due gare di anticipo.
Ormai privo di obiettivi da raggiungere, all'ultima giornata lo Stade Reims sconfisse il Rennes, in gara per non retrocedere: raggiunti dal Roubaix-Tourcoing avvantaggiato da un miglior quoziente reti, i bretoni furono costretti a disputare gli spareggi in campo neutro contro lo Strasburgo, riportando due sconfitte che lo fecero scendere in seconda divisione. Sempre all'ultima giornata cadde il RC France, sconfitto a Nancy e tradito da una peggior quoziente reti nei confronti delle altre due avversarie. Ancora in chiave salvezza il FC Nancy si era distinto nella giornata precedente sconfiggendo il Montpellier, condannandolo all'ultimo posto con novanta minuti di anticipo.
Alla fine della stagione lo Stade Reims, squadra campione, partecipa alla quinta edizione della Coppa Latina, torneo che mette in competizione le squadre campioni di Francia, Italia, Portogallo e Spagna; il torneo viene disputato tra il 4 e il 7 giugno 1953 e vede per la prima volta l'affermazione di una squadra francese.

## Classifica finale
|  | Pos. | Squadra             | Pt | G  | V  | N  | P  | GF | GS | MR    |
|  | ---- | ------------------- | -- | -- | -- | -- | -- | -- | -- | ----- |
|  | 1.   | Stade Reims         | 48 | 34 | 22 | 4  | 8  | 86 | 36 | 2,389 |
|  | 2.   | Sochaux             | 44 | 34 | 18 | 8  | 8  | 72 | 58 | 1,241 |
|  | 3.   | Bordeaux            | 43 | 34 | 19 | 5  | 10 | 79 | 56 | 1,411 |
|  | 4.   | Lilla               | 40 | 34 | 15 | 10 | 9  | 61 | 43 | 1,419 |
|  | 5.   | Nîmes               | 40 | 34 | 17 | 6  | 11 | 62 | 47 | 1,319 |
|  | 6.   | Olympique Marsiglia | 37 | 34 | 15 | 7  | 12 | 62 | 53 | 1,17  |
|  | 7.   | Lens                | 34 | 34 | 13 | 8  | 13 | 50 | 48 | 1,042 |
|  | 8.   | FC Nancy            | 34 | 34 | 16 | 2  | 16 | 48 | 58 | 0,828 |
|  | 9.   | Stade Français      | 33 | 34 | 12 | 9  | 13 | 54 | 51 | 1,059 |
|  | 10.  | Sète                | 33 | 34 | 13 | 7  | 14 | 42 | 49 | 0,857 |
|  | 11.  | Saint-Étienne       | 30 | 34 | 11 | 8  | 15 | 44 | 59 | 0,746 |
|  | 12.  | Metz                | 29 | 34 | 11 | 7  | 16 | 44 | 48 | 0,917 |
|  | 13.  | Nizza               | 29 | 34 | 12 | 5  | 17 | 49 | 57 | 0,86  |
|  | 14.  | Le Havre            | 29 | 34 | 11 | 7  | 16 | 47 | 63 | 0,746 |
|  | 15.  | Roubaix-Tourcoing   | 28 | 34 | 9  | 10 | 15 | 42 | 49 | 0,857 |
|  | 16.  | Rennes              | 28 | 34 | 10 | 8  | 16 | 37 | 56 | 0,661 |
|  | 17.  | RC France           | 28 | 34 | 11 | 6  | 17 | 40 | 64 | 0,625 |
|  | 18.  | Montpellier         | 25 | 34 | 8  | 9  | 17 | 43 | 67 | 0,642 |

Legenda:
      Campione di Francia.
  Partecipa ai play-out.
      Retrocesse in Division 2 1952-1953.
Note:
Due punti a vittoria, uno a pareggio, zero a sconfitta.
Rennes retrocesso dopo lo spareggio contro lo Strasburgo, terzo in Division 2 1952-1953
In caso di arrivo di due o più squadre a pari punti, la graduatoria verrà stilata secondo la classifica avulsa tra le squadre interessate che prevede, in ordine, i seguenti criteri:
- Media reti.

## Risultati

### Tabellone
|                   | Bor  | Leh  | Len  | Lil  | OM   | Met  | Mon  | Nan  | Niz  | Nîm  | Rcp  | Sre  | Ren  | Rou  | Sai  | Sèt  | Soc  | Sfr  |
| ----------------- | ---- | ---- | ---- | ---- | ---- | ---- | ---- | ---- | ---- | ---- | ---- | ---- | ---- | ---- | ---- | ---- | ---- | ---- |
| Bordeaux          | –––– | 6-0  | 2-0  | 1-5  | 2-0  | 4-0  | 6-0  | 4-1  | 7-3  | 3-2  | 3-1  | 1-0  | 7-0  | 4-2  | 0-0  | 3-0  | 4-1  | 2-1  |
| Le Havre          | 3-1  | –––– | 1-0  | 0-1  | 2-1  | 3-0  | 1-1  | 0-1  | 2-0  | 1-1  | 4-1  | 3-4  | 1-1  | 2-0  | 3-0  | 2-0  | 2-2  | 1-3  |
| Lens              | 1-1  | 2-0  | –––– | 0-3  | 1-1  | 3-1  | 2-1  | 4-1  | 2-0  | 2-1  | 2-1  | 1-3  | 5-0  | 1-3  | 1-2  | 3-0  | 5-1  | 1-1  |
| Lilla             | 0-0  | 3-1  | 0-0  | –––– | 2-0  | 1-2  | 2-2  | 6-2  | 1-1  | 3-2  | 3-0  | 2-5  | 1-1  | 2-1  | 0-2  | 5-0  | 3-1  | 2-1  |
| O. Marsiglia      | 3-0  | 3-1  | 1-1  | 3-0  | –––– | 3-0  | 5-1  | 4-3  | 3-1  | 4-1  | 3-0  | 2-1  | 2-2  | 4-2  | 1-0  | 3-3  | 1-6  | 1-0  |
| Metz              | 0-2  | 6-1  | 3-0  | 0-3  | 1-3  | –––– | 1-1  | 2-0  | 2-0  | 2-0  | 0-2  | 0-0  | 2-1  | 1-1  | 5-0  | 0-1  | 1-2  | 2-0  |
| Montpellier       | 4-1  | 2-1  | 2-1  | 1-1  | 2-1  | 1-1  | –––– | 0-1  | 2-1  | 2-5  | 0-1  | 2-6  | 2-2  | 1-1  | 2-0  | 1-1  | 2-3  | 0-3  |
| FC Nancy          | 3-0  | 0-3  | 1-3  | 1-3  | 1-0  | 1-0  | 3-0  | –––– | 2-1  | 2-0  | 1-0  | 1-1  | 1-2  | 1-0  | 3-2  | 0-1  | 1-2  | 5-1  |
| Nizza             | 1-2  | 0-2  | 3-1  | 0-0  | 3-1  | 1-2  | 0-0  | 2-1  | –––– | 2-0  | 1-2  | 0-4  | 3-1  | 4-1  | 2-0  | 3-2  | 5-3  | 2-1  |
| Nîmes             | 5-1  | 7-1  | 0-0  | 2-0  | 2-0  | 2-1  | 4-2  | 2-1  | 1-0  | –––– | 4-2  | 1-0  | 2-0  | 1-0  | 0-0  | 3-1  | 2-0  | 0-0  |
| RC Parigi         | 3-3  | 1-1  | 1-1  | 1-0  | 1-1  | 0-2  | 2-1  | 1-2  | 1-3  | 1-2  | –––– | 1-3  | 2-0  | 0-2  | 2-1  | 2-1  | 2-1  | 2-2  |
| Stade Reims       | 2-3  | 5-0  | 5-0  | 1-1  | 3-1  | 2-1  | 3-2  | 0-2  | 3-1  | 2-0  | 5-1  | –––– | 5-1  | 1-0  | 2-0  | 2-0  | 3-0  | 1-2  |
| Rennes            | 1-0  | 2-0  | 3-2  | 1-1  | 3-1  | 4-2  | 0-1  | 0-1  | 0-0  | 2-0  | 1-0  | 0-1  | –––– | 3-2  | 0-1  | 3-0  | 1-1  | 0-0  |
| Roubaix-Tourcoing | 3-1  | 0-0  | 0-1  | 1-2  | 0-0  | 1-0  | 1-0  | 2-2  | 2-2  | 2-4  | 0-1  | 1-1  | 3-2  | –––– | 2-0  | 2-0  | 2-2  | 0-0  |
| Saint-Étienne     | 1-1  | 1-0  | 2-3  | 2-1  | 2-2  | 2-2  | 2-0  | 6-0  | 2-1  | 4-2  | 3-1  | 2-6  | 1-0  | 1-1  | –––– | 2-2  | 1-3  | 1-1  |
| Sète              | 2-0  | 3-1  | 2-0  | 3-1  | 2-0  | 0-0  | 1-0  | 1-2  | 1-0  | 1-1  | 0-1  | 2-1  | 2-0  | 1-0  | 5-0  | –––– | 0-0  | 2-2  |
| Sochaux           | 8-2  | 3-2  | 1-0  | 3-3  | 2-1  | 1-1  | 2-1  | 1-0  | 3-2  | 1-1  | 3-3  | 1-0  | 2-0  | 3-1  | 3-0  | 4-2  | –––– | 1-3  |
| Stade Français    | 0-2  | 2-2  | 1-1  | 2-0  | 2-3  | 2-1  | 2-4  | 4-1  | 0-1  | 4-2  | 5-0  | 1-5  | 2-0  | 1-3  | 2-1  | 2-0  | 1-2  | –––– |

## Spareggi

### Play-out
La squadra classificatasi al 17º posto incontra la 3ª classificata in Division 2.
|            | Risultati |            | Luogo e data              |
| ---------- | --------- | ---------- | ------------------------- |
| Rennes     | 0-4       | Strasburgo | Lens, 31 maggio 1953      |
| Strasburgo | 3-1       | Rennes     | Saint-Ouen, 7 giugno 1953 |
|            |           |            |                           |

## Statistiche

### Squadre

#### Capoliste solitarie
|    | —— | ——          | ——          | ——          | —— | —— | —— | —— | ——  | ——          | ——    | ——  | ——          | ——          | ——  | ——          | ——          | ——          | ——          | ——          | ——          | ——          | ——          | ——          | ——          | ——          | ——          | ——          | ——          | ——          | ——          | ——          | ——          | —— |  |
|    |    | Stade Reims | Stade Reims | Stade Reims |    |    |    |    |     | Stade Reims | Lilla |     | Stade Reims | Stade Reims |     | Stade Reims | Stade Reims | Stade Reims | Stade Reims | Stade Reims | Stade Reims | Stade Reims | Stade Reims | Stade Reims | Stade Reims | Stade Reims | Stade Reims | Stade Reims | Stade Reims | Stade Reims | Stade Reims | Stade Reims | Stade Reims |    |  |
|    |    |             |             |             |    |    |    |    |     |             |       |     |             |             |     |             |             |             |             |             |             |             |             |             |             |             |             |             |             |             |             |             |             |    |  |
|    |    |             |             |             |    |    |    |    |     |             |       |     |             |             |     |             |             |             |             |             |             |             |             |             |             |             |             |             |             |             |             |             |             |    |  |
| 1ª | 2ª | 3ª          | 4ª          | 5ª          | 6ª | 7ª | 8ª | 9ª | 10ª | 11ª         | 12ª   | 13ª | 14ª         | 15ª         | 16ª | 17ª         | 18ª         | 19ª         | 20ª         | 21ª         | 22ª         | 23ª         | 24ª         | 25ª         | 26ª         | 27ª         | 28ª         | 29ª         | 30ª         | 31ª         | 32ª         | 33ª         | 34ª         |    |  |

#### Primati stagionali
Squadre
- Maggior numero di vittorie: Stade Reims (22)
- Minor numero di sconfitte: Stade Reims, Sochaux (8)
- Migliore attacco: Stade Reims (86)
- Miglior difesa: Stade Reims (36)
- Miglior differenza reti: Stade Reims (+50)
- Maggior numero di pareggi: Lilla, Roubaix-Tourcoing (10)
- Minor numero di pareggi: FC Nancy (2)
- Maggior numero di sconfitte: Nizza, RC Paris, Montpellier (17)
- Minor numero di vittorie: Montpellier (8)
- Peggior attacco: Rennes (37)
- Peggior difesa: Montpellier (67)
- Peggior differenza reti: RC Paris, Montpellier (-24)

### Individuali

#### Classifica marcatori
| Gol |  |  | Giocatore              | Squadra             |
| --- |  |  | ---------------------- | ------------------- |
| 35  |  |  | Gunnar Andersson       | Olympique Marsiglia |
| 30  |  |  | Bram Appel             | Stade Reims         |
| 22  |  |  | Abdesselem Ben Mohamed | Bordeaux            |
| 19  |  |  | Jean Saunier           | Le Havre            |
| 18  |  |  | Édouard Kargu          | Bordeaux            |
| 17  |  |  | Georges Dupraz         | Montpellier         |
| 17  |  |  | René Gardien           | Sochaux             |
| 17  |  |  | Alberto Muro           | Sochaux             |
| 14  |  |  | Rachid Belaïd          | FC Nancy            |
| 14  |  |  | Egon Jönsson           | Stade Français      |
| 14  |  |  | Henri Fontaine         | Sète                |
| 13  |  |  | Bernard Lefèbvre       | Lilla               |
| 13  |  |  | Joseph Ujlaki          | Nîmes               |
| 13  |  |  | Léon Nino              | Roubaix-Tourcoing   |
| 13  |  |  | Raymond Kopa           | Stade Reims         |

## Percorso dei club nelle coppe europee
| Club        | Competizione | Risultato | Ultimo avversario |
| ----------- | ------------ | --------- | ----------------- |
| Stade Reims | Coppa Latina | 1º posto  | Milan (3-0)       |